# Stesichora apicipuncta
Stesichora apicipuncta är en fjärilsart som beskrevs av Warren. Stesichora apicipuncta ingår i släktet Stesichora och familjen Uraniidae. Inga underarter finns listade i Catalogue of Life.